# Kimajuće ptičje mlijeko
Kimajuće ptičje mlijeko (lat. Ornithogalum nutans), biljna vrsta iz porodice šparogovki. Raširena je po istočnom mediteranu (Grčka, Turska), te u Hrvatskoj i Bugarskoj.

## Sinonimi
- Albucea chlorantha Rchb.
- Albucea nutans (L.) Rchb.
- Brizophile nutans (L.) Salisb.
- Honorius nutans (L.) Gray
- Honorius prasandrus (Griseb.) Holub
- Hyacinthus myogalea E.H.L.Krause
- Ifuon nutans (L.) Raf.
- Myogalum affine K.Koch & C.D.Bouché
- Myogalum nutans (L.) Link
- Myogalum prasandrum (Griseb.) Walp.
- Myogalum thirkeanum K.Koch
- Ornithogalum asernii Velen.
- Ornithogalum chloranthum Saut. ex W.D.J.Koch
- Ornithogalum prasandrum Griseb.